# モザイクジャパン
『モザイクジャパン』は、WOWOWの連続ドラマW枠で2014年5月18日から6月15日まで毎週日曜日の23:00 - 23:30（JST）に放送されたテレビドラマ。完全オリジナルストーリーで脚本の坂元裕二による書き下ろし作品。
アダルトビデオ制作プロダクションに乗っ取られた田舎町を舞台とした、新しい形の社会派エンターテイメントドラマ。WOWOWでは「R15+指定相当」と発表されている。

## 企画・制作
WOWOWプロデューサー・岡野真紀子が脚本家・坂元裕二にオファーしたことで企画がスタートした。
WOWOWでしかできないこと、そして「テレビの番組づくりの原点は、誰もが興味を持っているけれど、誰も知らないことを、誰でもが見られる場所にさらけ出すこと」という坂元の発言を元に話し合いが行われ、舞台がアダルト業界へと決定し、アダルト業界で働いている人、関わっている人たちへの綿密な取材を重ねながら製作が行われた。また、お仕事ドラマでありながらブラックな社会派ドラマとして制作されており、「日本社会における刑法175条から始まり、その法を潜り抜けるために生じたモザイクとはなにか、刑法175条とモザイクとの矛盾した関係が表している『今存在している社会の歪さ』とはなにか」というテーマや問題設定を軸として、コミカルさも交えながら重めのトーンでブラックに話が展開されていく。

全話でタッグを組むのは、過去に坂元作品の演出経験があり、劇場映画『謝罪の王様』などで知られる演出家・水田伸生。日本テレビ所属のままWOWOWドラマを担当することとなる。中身を聞かずに坂元からのオファーを受けたが、台本を読み、演出家生活で初めて「自信がない」とスタッフに告白した。「今回は感服を超えて、驚愕だわ…。こりゃ、民放地上波では出来ないわ…。やると決めたWOWOWも凄いわ…」と無茶ぶりのほどを記者会見でも告白している。
2014年12月3日、VAPより全1巻でDVDが発売。

## あらすじ
東京の証券会社をリストラされた常末理市が、生まれ育った田舎町に帰郷すると、故郷はアダルト産業に飲み込まれた町と化していた。
常末理市は両親の薦めで、田舎町には不釣合いな自社ビルを持つ企業GALAXYZに就職。しかし、その職場の女性たちはAV女優であり、就業中もオフィス内やトイレなどいたるところで、絡みの撮影が行なわれていた。
父母や祖父は、さして利益にならない農業よりもモザイク消しの仕事に熱を入れ、中学時代の恩師や同級生たちもがAV男優や女優へ転職し、田舎町全体がAV産業なしでは成り立たない有様。生真面目な証券マンであった常末理市は葛藤しながらも、AV業界に飲み込まれていく。

## 登場人物

### GALAXYZの人々
コーポレートスローガンは「1ステップ先の未来へ」。田舎町・萬曜町にオフィスビルを構え、4階にGX証券、3階に美容整形のGXビューティー、太陽光発電のGXサンズ。2階に映像制作、流通、販売のGALAXYZ.COMなどを収めるGALAXYZグループを構築。現地採用にも積極的で、アダルトで町おこしを試みる。世界に誇れる「モザイクの向こうの美しい国作り」をする一大娯楽企業である。
常末理市
演 - 永山絢斗
本作の主人公。萬曜町出身。生真面目で心配性な性格。1か月前に証券会社（ブラック企業）をリストラされ、帰郷。両親のすすめでGALAXYZのFX証券部門であるGX証券に再就職した。しかしオフィス内ではAV撮影が行われており、桃子に一目ぼれしたことから次第にアダルト業界に巻き込まれていき、のちにアダルト制作部門へと転属。桃子にはAV女優ではなく、アイドルタレントの素質があると、大金を使いプロモーションを試みるが、桃子の気持ちはAV女優にあり、タレント業も好転しないことで、さらなるドツボにはまっていく。桃子いわく「優越感と優しさがごっちゃになった人」。
昔の仲間からは「理市」。桃子からは「常松さん」。森岡からは「4階の人」と呼ばれる。好物はバヤリース。
九井良明
演 - 高橋一生
日本最大級のアダルトメーカーへと成長したGALAXYZグループの社長。24歳のときに知人が興した映像配信企業に就職。エンジニアとして結果を残し、創業者の株を買収。コンテンツをアダルトに特化させ、多くの製作会社を傘下に統合。販売流通、レンタル、動画配信、女優プロダクション、風俗店営業など、日本最大級のアダルトビジネス企業へと成長させた。3年前にはアダルト部門業務の半分を萬曜町に移転する。
「使い方は自由に考えるんだ。食べ物を食べるためだけのものとしか考えられない人間は会社に要らない」という理由で、ハンバーガーを窓に投げるテストを入社面接で命じるなどキレモノであるが変わり者。好物はペヤング。
木内桃子
演 - ハマカワフミエ
企画単体女優で、GALAXYZ総務部女子社員。早弁姿を見られたことで、理市に一目惚れされる。おっとりしているように見えるがAV女優に誇りを持ち、「AV女優になるのは、アイドルになるよりずーっとむずかしんですよ。アイドルはブスでもなれるけど、単体女優はなれません！」「単体女優さんは、かわいいのに出るんじゃなく、かわいいから、出られるんです」など強い意志を常末へ放つ。口癖は「常松さん、あのね」。当初は堅物でうぶな常松に興味がなかったようだが、常松の心境の変化とともに桃子にも心境に変化が現われ始める。
演じるハマカワのインタビューによると、元秋葉原のメイドカフェ店員で、そこで九井にスカウトされた設定がある。
代表作は『ギャラクシーズ女子社員 総務部木内桃子 清楚でキュートな新人あらわる 社内の男性社員に挨拶まわり』、『囚われた女秘密捜査官』。自宅の壁にはリリースされた作品のポスターが貼られている。
前田美織
演 - 宮地真緒
九井の愛人で、GALAXYZの売れっ子AV女優。
高松優衣
演 - 黒木桃子
AV女優としても働くGALAXYZ広報部女子社員。つねにバイブを持ち歩き、常松には携帯電話と勘違いされる。代表作は『ギャラクシーズ女子社員広報部 高松優衣 誰もが観たかったスレンダーボディ遂に公開』。
鹿嶋沙希
演 - 神﨑沙織
AV女優としても働くGALAXYZ受付嬢。出演作品に『GALAXYZ受付嬢 鹿嶋沙希 社内一の甘えんぼ』。
三崎友梨香
演 - 立石純子
アイドルグループの初期メンバーであり、知らないものはいない元アイドル。
藤川利香
演 - 秋山タアナ
ケーブルテレビの人気番組を担当する女子アナウンサー。
森岡雅人
演 - 崎本大海
GALAXYZ社員で、人気シリーズを手がけるAV監督。一部作品では男優も兼ねる模様。
大迫
演 - 渡部龍平
GALAXYZの売れっ子AV男優。後述する津野浩明の代打も務めた。
助監督
演 - 田村健太郎
森岡に仕える助監督。
AV女優マネージャー
演 - 宮島三郎
あるAV女優のマネージャー。
照明マン
演 - 松本カズマ
あやせるり
演 - 立花はるみ
本名はコバヤシマサコ。アイドルになろうと奄美大島からやってきたAV嬢。桃子と乱交セックスの撮影で共演し仲良くなった。乱交セックスでの撮影で処女を失い血まみれになる。売れなくなった頃、1日中アナルローターを入れる仕事を終えたのち、「オナラしても音が出なくなった」など人生を悲観して帰り道に衝動的に歩道橋から飛び降りたところを軽自動車に轢かれ亡くなる。木内の人生観を変えた人物。
根室光太郎
演 - 土屋裕一
AV女優のやり手スカウトマン。常松にあるタレントのAVデビューを持ちかける。
ジョナサン・ウォン
演 - 木下ほうか
台湾の実業家。GALAXYZ無修正部門設立のため、理市と手を組むことになる。

### 萬曜町の人々
落花生が名物で「落花生の町」としてマスコット「らっピーくん」を用いるものの、産業は衰退。予算削減で街灯が半分になる、商店街やバス路線が廃されるなど過疎が深刻化していたが、GALAXYZグループの移転により活気が戻ってきた。GALAXYZグループのコーポレートマークや、「らっピーくん」による「痴漢は犯罪です」の看板が至る所にある。
津野浩明
演 - 阿南健治
元教師。理市の元担任で、尊敬していた人物であり、現在はGALAXYZのAV男優。奥さんは美人で、双子の子供がいる。らっピーくんが描かれた萬曜町トラックのドライバーである。
3話で勃たなくなる現象に襲われる。
常末量平
演 - 木場勝己
理市の父。GALAXYZのモザイク工場で働いている。朝にたまご入りビールを嗜む好々爺。趣味は自慢の60インチのテレビで観る女子アナ鑑賞。映るとまずい部分をただ消すだけでなく、女優のいいところを引き出す匠のモザイクと呼ばれている。
常末藍子
演 - 根岸季衣
理市の母。GALAXYZのモザイク工場で働いている。
生田歩美
演 - 愛奏
理市の同級生で、GALAXYZのAV女優。元美容師。
東陽佳
演 - 木村智早
理市の同級生で、GALAXYZのAV女優。幼いころから幼稚園の先生に憧れ、その職に就いた。
西村
演 - 姜洪軍
理市の同級生で、AV男優。元バスの運転手。
本庄貴史
演 - 光山文章
理市の同級生で、AV男優。実家は酒屋。
津野の妻
演 - 工藤千枝
津野浩明自慢の美人妻。津野には公言していなかったが、彼女もAV女優としての顔を持っていた。自宅で西村や本庄と絡んでいたところを津野が目撃。彼は意気消沈する。4話で登場。
爨（かまど）康造
演 - 椎名泰三
ルビが無いと読めない漢字の衆議院議員。 通称「先生」。九井が電話で「オイ、変態」呼ばわりしていた人物。町に後援会ポスターが貼られ、背広にバッジをつけている人物と同一視される。提供された女の子らが何らかの理由で死亡。もみ消すために遺体を発見されないように処分させた人物。

## スタッフ
- 脚本 - 坂元裕二
- 演出 - 水田伸生
- 音楽 - 平野義久
- プロデューサー - 岡野真紀子、千葉行利、有賀聡
- 録音 - 佐藤一憲
- 照明 - 松本憲人
- VE - 石上正治
- VFXスーパバイザ― - オダイッセイ
- ファイティングコーディネーター - 佐々木修平
- 編集 - 平澤政吾
- CGディレクター - 坪内愛美
- 選曲 - 大森力也
- ライン編集 - 栗栖和成
- 音響効果 - 高木秀和
- MA - 清野博伸
- 協力 - 蓮（ren-film）、三和プロライト、ファーストショット、アップサイド、ナイス・デー
- 製作協力 - AXON
- 撮影協力 - 海鮮居酒屋きくや、MAXING、田町グランパーク、スーパードライバーズ、デイ・トナイトほか
- 協力プロデューサー - 西憲彦
- スチール - 中村光一
- 取材協力 - 森ヨシユキ、塩澤浩二
- メイキング - 皆藤一
- 車輌 - 日本照明
- AP - 小林泰子
- 演出補 - 坂本栄隆
- 記録 - 木村晃子
- 製作 - WOWOW、ケイファクトリー